# Sebastian Virdung
Sebastian Virdung (ur. 19 lub 20 stycznia około 1465, zm. między 1511 a 1520) – niemiecki kompozytor i teoretyk muzyki.

## Życiorys
Jego ojciec uzyskał w 1475 roku obywatelstwo miejskie Ambergu, a w 1486 roku Norymbergi. Sebastian Virdung w 1483 roku immatrykulował się na uniwersytecie w Heidelbergu, gdzie studiował prawo. Uczył się też muzyki u Johannesa von Soest. Był alcistą w kapeli księcia elektora Filipa Wittelsbacha. Po uzyskaniu święceń kapłańskich pełnił też funkcję nadwornego kapelana i uzyskał książęce beneficja. Utrzymywał kontakt z Arnoltem Schlickiem, z którym później poróżnił się. W latach 1506–1507 działał na dworze książęcym w Stuttgarcie. W 1507 roku otrzymał posadę sukcentora przy katedrze w Konstancji, skąd zwolniono go w 1508 roku z powodu zaniedbań przy nauce chłopców-śpiewaków.
Był autorem traktatu Musica getutscht und auszgezogen durch Sebastianum Virdung, Priesters von Amberg, und alles Gesang ausz den Noten in die Tabulaturen diser benannten dryer Instrumenten, der Orgeln, der Lauten und der Flöten transferieren zu lernen kurtzlich gemacht (wyd. Bazylea 1511). Dzieło to, utrzymane w formie dialogu mistrza z uczniem, zawiera liczne informacje na temat używanych w tym czasie instrumentów dętych, perkusyjnych i szarpanych, ilustrowane drzeworytami. Virdung zamieścił też po raz pierwszy w Niemczech szczegółowe informacje na temat notacji muzycznej: tabulatury klawiszowej i lutniowej. Traktat ten cieszył się w swoim czasie dużą popularnością, zachowało się 13 jego egzemplarzy. Znane są ponadto cztery 4-głosowe świeckie pieśni Virdunga, zamieszczone przez Petera Schöffera w Teutsche Lieder mit 4 Stimmen (1513).